# حسن تركماني
العماد الركن حسن التركماني (1935 - 18 يوليو 2012) معاون نائب رئيس الجمهورية العربية السورية للشؤون السياسية وعضو القيادة القطرية بحزب البعث ونائب القائد الأعلى للجيش والقوات المسلحة وزير الدفاع السوري بالفترة من 12 مايو / أيار 2004 حتى 9 يونيو / حزيران 2009. ولد في حلب شمال سوريا لأبويين من أصل تركماني.
تم اغتياله في تفجير مبنى الأمن القومي السوري بحزب البعث الحاكم خلال الحرب الأهلية السورية يوم 18 يوليو 2012.

## تحصيله العلمي
انتسب إلى القوات البرية العربية السورية عام 1954. تخرج من الكلية الحربية بكالوريس باختصاص مدفعية ميدان، وشارك في دراسات عليا عسكرية مختلفة بما فيها ماجستير القيادة والأركان ودورة أركان عليا.،

## التكوين والتعليم العسكري العالي
- ضابط جيش، بكالوريس تخصص سلاح المدفعية، الكلية الحربية، حمص
- ماجستير الأركان، سورية
- ماجستير القيادة والأركان، سورية
- زمالة الأركان العليا (دورة الحرب)، سورية

## خبرته العملية والمناصب السابقة
تدرج بالرتب العسكرية حتى وصل إلى رتبة لواء عام 1978، وإلى رتبة عماد عام 1988. شغل مختلف المناصب العسكرية في القوات المسلحة حيث عين قائد لفوج مدفعية ميدان ثم قائد لمدفعية فرقة مشاة عام 1968، وتولى قيادة فرقة مشاة ميكانيكية خلال حرب تشرين بعام 1973. كما شارك في عمليات قوات الردع في لبنان بالفترة من عام 1977 إلى 1978. ومن عام 1978 عمل في أجهزة القيادة العامة للجيش والقوات المسلحة وذلك حتى عام 1982.
وكان قد عين مديراً لإدارة شؤون الضباط بعام 1978، ومديراً للإدارة السياسية عام 1980. وفي عام 1982 عين نائباً لرئيس هيئة الأركان العامة. وفي 22 كانون الثاني / نوفمبر 2002 صدر قرار بتعيينه رئيساً لهيئة الأركان العامة. وفي 11 أيار / مايو 2004 عين وزيراً للدفاع ونائباً للقائد العام للجيش والقوات المسلحة.
وبعد تقاعده من الخدمة عين معاوناً لنائب رئيس الجمهورية العربية السورية.

## اغتياله
اغتيل حسن تركماني في 18 يوليو 2012 في تفجير نفذه مسلحو المعارضة خلال اجتماع لخلية إدارة الأزمات المركزية في مبنى الأمن الوطني في ساحة الروضة، شمال غرب دمشق، حيث قُتل أيضًا وزير الدفاع داود راجحة ونائبه آصف شوكت وعدد من كبار المسؤولين. توفي تركماني متأثرًا بجروحه بعد الهجوم. وأصيب العشرات من المدنيين. أقيمت جنازة رسمية له ولداود راجحة وآصف شوكت في دمشق في 20 يوليو 2012.